# Luminescent
Luminescent (1998) (titlu original Luminous) este o culegere de povestiri science fiction aparținând scriitorului Greg Egan.

## Conținut
- Pleavă (Chaff)
- Eva mitocondrială (Mitochondrial Eve)
- Luminescent (Luminous)
- Domnul Volițiune (Mister Volition)
- Cocon (Cocoon)
- Vise de tranziție (Transition Dreams)
- Focul Argintiu (Silver Fire)
- Motive de fericire (Reasons To Be Cheerful)
- Maica Domnului de Cernobîl (Our Lady Of Chernobyl)
- Plonjonul Planck (The Planck Dive)

### Pleavă
Un agent primește însărcinarea de a ucide un genetician care lucrează la o modalitate de alterare a creierului într-un sediu aparținând unui cartel al drogurilor din Columbia.

### Eva mitocondrială
O organizație încearcă să găsească strămoașa omenirii.

### Luminescent
O pereche de cercetători a descoperit un defect al matematicii, care permite unui lucru să fie adevărat și fals în același timp, dovedind că natura fundamentală a universului nostru și universul reprezentat de numerele teoretice se pot afla pe un curs de coliziune pentru supremație matematică. Povestirea a avut parte de o continuare, "Dark Integers", publicată în numărul din octombrie/noiembrie 2007 al revistei Asimov's Science Fiction.

### Domnul Volițiune
Un escroc ia de la una dintre victimele sale un petec bio-electric și îl testează, dar software-ul care rulează în el produce efecte neprevăzute. 

### Cocon
Un tratament medical care protejează fetușii de bolile care pot trece dincolo de bariera placentei permite posibilități tulburătoare de inginerie socială.

### Vise de tranziție
Un om decide să apeleze la o societate specializată pentru a realiza o copie exactă, sub formă logică, a proceselor sale mentale pentru a el integra într-un robot și pentru a duce o viață fără boli, fără vulnerabilități și fără moarte.

### Focul Argintiu
O specialistă în epidemii studiază propagarea stranie a focului argintiu, care infectează oamenii.

### Motive de fericire
Un băiat descoperă că are o tumoare cerebrală, care îl face să fie extrem de fericit și a cărei îndepărtare îi provoacă o stare de descurajare.

### Maica Domnului de Cernobîl
Un om este angajat pentru a găsi o icoană religioasă radioactivă.

### Plonjonul Planck
Cinci exploratori se pregătesc să trimită copii clonate ale lor într-o călătorie științifică într-o gaură neagră și sunt acostați de un bigraf de pe Pământ și de fiica lui, care vor să le scrie povestea. Povestirea a fost nominalizată la premiul Hugo pentru "Cea mai bună nuveletă" în 1999.